# Bjarnar saga Hítdœlakappa
La Bjarnar saga Hítdœlakappa (che in italiano significa Saga di Björn, Eroe dei valligiani di Hítardalr) è una saga scritta in norreno in Islanda intorno al XIII-XIV secolo; è classificata come saga degli Islandesi. L'editore moderno della Bjarnar saga Hítdœlakappa la cui versione è presa convenzionalmente da tutti come standard è l'Íslenzk Fornrít.